# تاریی بو
تاریی بو (نروژی: Tarjei Bø؛ زادهٔ ۲۹ ژوئیهٔ ۱۹۸۸) ورزشکار دوگانه اهل نروژ است.
از افتخارات وی میتوان به کسب مدال طلا و نقره در بازی‌های المپیک زمستانی اشاره کرد.